# Hôtel de La Rochefoucauld-Liancourt

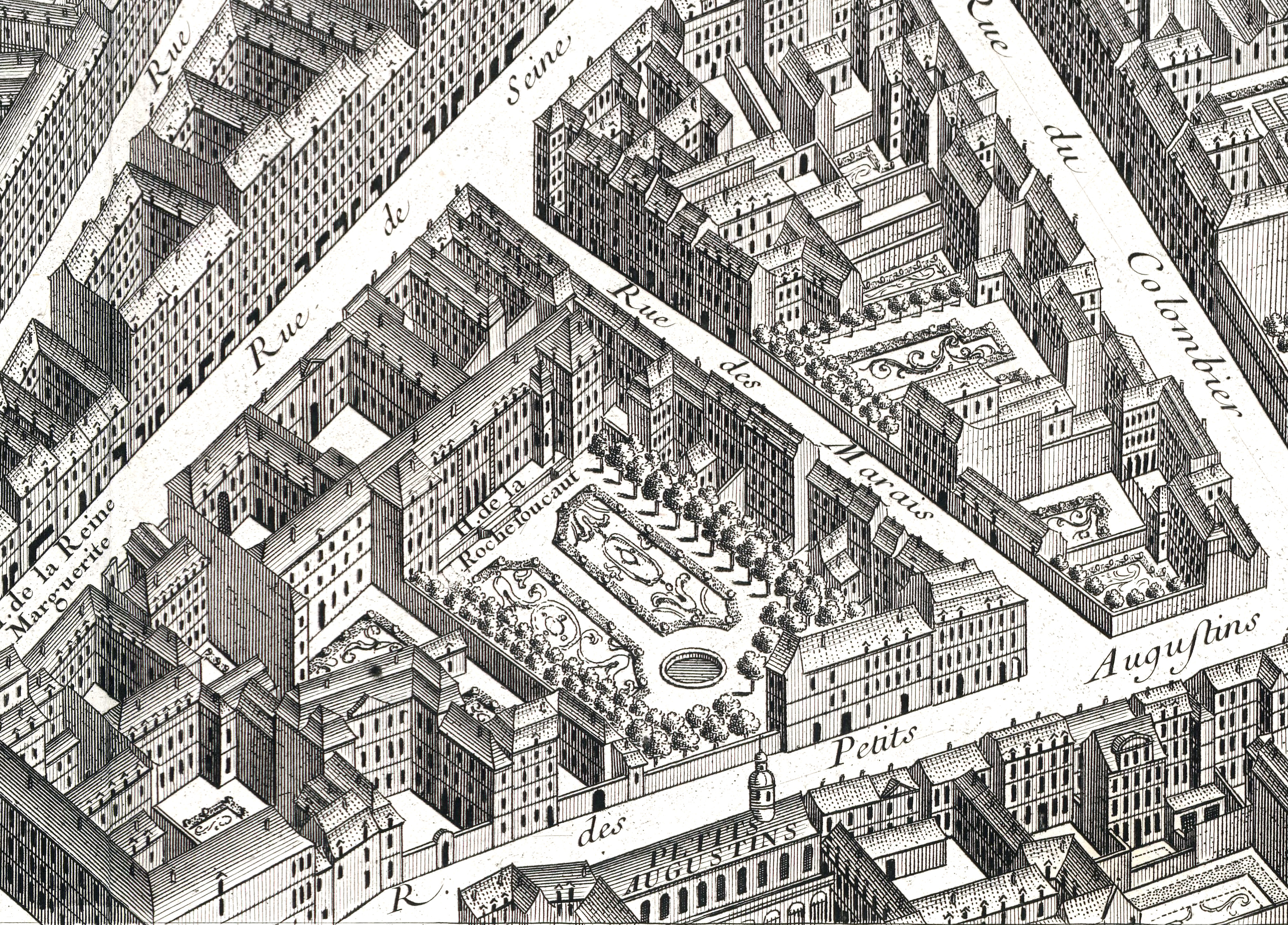
Das Hôtel de La Rochefoucauld, von der Rue des Petits Augustins (heute Rue Bonaparte) aus gesehen, auf dem Plan de Turgot (1739)

Das Hôtel de La Rochefoucauld war ein Hôtel particulier im späteren 6. Arrondissement von Paris. Es hieß zuvor nacheinander Hôtel Dauphin, Hôtel de Bouillon und Hôtel de Liancourt und gehörte zuletzt der Familie La Rochefoucauld. 1825 wurde es abgerissen, um den Bau der Rue des Beaux-Arts und die Aufteilung der angrenzenden Grundstücke für kleinteiligere Bebauung zu ermöglichen.
Das Hôtel de La Rochefoucauld-Liancourt ist zu unterscheiden u. a. vom Hôtel de La Rochefoucauld-Doudeauville, dem heutigen Hôtel de Boisgelin, das sich in der Rue de Varenne 47–49 befindet und der Sitz der italienischen Botschaft ist.

## Lage
Das Stadtpalais befand sich auf einem Viereck zwischen der Rue de Seine (Haupteingang, aktuelle Hausnummern 14 bis 18, rund 65 m) und der Rue des petits Augustins (heute Rue Bonaparte 11 bis 15, Rückseite, rund 70 m); die Verbindungslinien zwischen den Endpunkten der beiden Strecken sind auch heute noch Grundstücksgrenzen, die Grundstücksgröße betrug demzufolge rund 9400 Quadratmeter.
Von der Fassade und der Rückseite hatte man Sicht auf die Seine und den Louvre auf der gegenüberliegenden Seite des Flusses, in der anderen Richtung auf den Palais du Luxembourg. Die Abtei war 400 m entfernt, der Pont-Neuf 700 m, der Palais du Luxembourg 800 m und der Louvre 1000 m.

## Geschichte
Der Kardinal Tournon (1489–1562) begann in seiner Eigenschaft als Abt von Saint-Germain-des-Prés im Jahr 1538 mit der Parzellierung der der Abtei gehörenden Grundstücke auf dem Pré aux Clercs, auf der westlichen Seite der Rue de Seine (die östliche Seite war bereits 1530 parzelliert worden), die des Weiteren durch die Rue Colombier (heute Rue Jacob), die Rue des petits Augustins und den Quai Malaquais am Ufer der Seine definiert war. Der mittlere Teil davon wurde später der Standort des Hôtel de La Rochefoucauld.

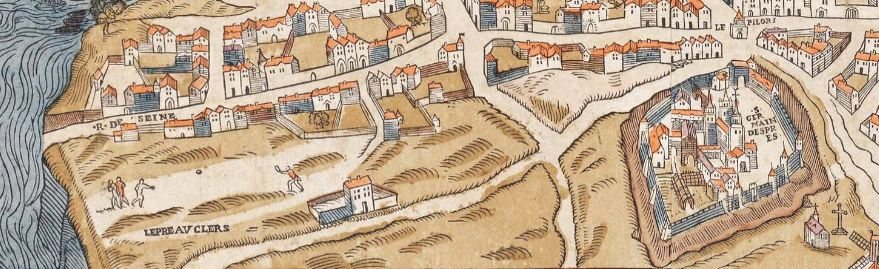
Le Pré-aux-Clercs auf dem Plan von Truschet und Hoyau, 1552: Links (im Norden) die Seine, rechts die Abtei Saint-Germain-des-Prés, dazwischen die Rue de Seine mit ihrer ersten Bebauung

Den Teil des Grundstücks an der Rue de Seine erwarb am 6. September 1538 Charles de Maigny († 1556), Hauptmann der königlichen Garde; am 19. September gab er das südliche Drittel an François Bastonneau weiter, der am 6. September einer der Notare gewesen war. Den Teil an der Rue des petits Augustins erwarb am 23. August 1540 der Diplomat Jean-Jacques de Mesmes († 1559). Kurz darauf, am 9. Dezember verkaufte Charles de Maigny sein Grundstück an Nicolas Dangu († 1567), unehelicher Sohn des Kardinals Antoine Duprat, der auch Kanzler von Frankreich gewesen war, seit 1539 Bischof von Sées und ab 1545 Bischof von Mende. 1548/49 war Nicolas Dangu auch im Besitz des Grundstücks von Jean-Jacques de Mesmes. Der nächste Eigentümer – seit wann ist unbekannt – war Jérôme Burgensis († 1583), 1556–1571 Bischof von Chalons, der am 27. September 1570 „ein großes Haus, bestehend aus drei großen Gebäuden, einem Hof und einem Garten, gelegen im Vorort Saint-Germain-des-Prés in der Rue de Seine“ an Louis de Bourbon, Herzog von Montpensier (1513–1582), und dessen Tochter Anne de Bourbon (1540–1572), Witwe von François de Clèves, Herzog von Nevers (1540–1562) verkaufte. Anne de Bourbon bewohnte das Hôtel, als sie es ihrem Bruder François de Bourbon, Dauphin der Auvergne (Herzog von Montpensier wurde er 1582) vermachte. Ab Annes Tod wurde das Anwesen Hôtel Dauphin genannt.
Der nächste Besitzer des Hôtel Dauphin war François Redont, Seigneur de Neuillac († 1607), der als Steuereinnehmer ein großes Vermögen angehäuft hatte und in den 1590er Jahren Finanzier des Herzogs von Montpensier war und ihm 1595 die Herrschaft Pransac, 1596 die Herrschaft Thuré und um 1602/03 das Hôtel Dauphin abkaufte. Ihm folgte sein Schwiegersohn Martin Martineau, Berater und Sekretär des Königs, der im Dezember 1610 Charlotte Brabantina von Oranien-Nassau (1580–1631) Fürstin von Orange, Enkelin von Louis III. de Bourbon-Montpensier und Witwe des Duc de Thouars (1566–1604), versehen mit einer Vollmacht von ihrem Schwager Henri de La Tour, Herzog von Bouillon, für zwei Jahre den rechten Teil des Hauses, den kleinen Hof, den großen Hof und den Garten vermietete. Martin Martineau behielt das zur Straße hin gelegene Hauptgebäude für seinen persönlichen Gebrauch. Der Herzog von Bouillon wartete nicht bis zum Ende des zweijährigen Mietvertrags ab, sondern kaufte am 7. März 1612 das „große Haus namens Hotel Dauphin“ für 90.000 Livres. Am 9. Juli 1612 erwarb er zudem das Nachbarhaus, das vor 70 Jahren François Bastonneau gekauft hatte und jetzt dessen Enkelin gehörte, und rundete damit den Besitz des 1538 angebotenen Grundstücks ab. Das Palais hieß nun Hôtel de Bouillon.
Bereits zwei Monate später begann der Herzog von Bouillon mit Umbauten und Erweiterungen: das bisherige Hôtel Dauphin wurde weiterverwendet, ein Wohnflügel (27 × 8 m) wurde anstelle des Bastonneau-Hauses neu gebaut, um die Optik zu vereinheitlichen. Auf der Gartenseite, zwischen den beiden Pavillons am Ende der Gebäudeflügel, ließ er eine große Terrasse mit durchbrochener Balustrade und einigen Stufen anlegen, um den Zugang zu ermöglichen. Die Baukosten lagen bei 25.000 Livres.
Nach Abschluss der Arbeiten beauftragte er Jean Le Nôtre (1575–1655) mit der Gestaltung des neuen Gartens, der den Garten des Herzogs von Montpensier mit dem der Erben Bastonneau verband. Er bat ihn, alles, was in den alten Gärten existierte, zu entfernen, das Gelände zu ebnen, den Schutt, den die Maurer hinterlassen hatten, zu beseitigen, indem er ihn in den zukünftigen Alleen vergrub, entlang der Mauern rechts und links des Gartens Spalierobstbäume zu pflanzen, die mit Eisenklammern an den Mauern befestigt werden sollten, und ein quadratisches Beet in der Breite des Gartens anzulegen, das nach dem vom Herzog vorgelegten Entwurf mit Buchsbaum bepflanzt werden sollte. In der Mitte des Beetes sollten die schönsten Blütenbäume aus Frankreich oder dem Ausland gepflanzt werden. Der Rand des Gartens sollte aus sandigen Alleen bestehen. Im hinteren Teil des Gartens, auf der Seite der Rue Bonaparte (damals Rue de la Petite Seine), befand sich ein Wäldchen aus Ulmen, Ahornbäumen und Hainbuchen. Jean Le Nôtre erhielt für diese Arbeiten die Summe von 1000 Livres. Am selben Tag unterzeichnete der Herzog von Bouillon einen Wartungsvertrag mit Pierre Bouchard, einem Gärtnermeister, für die Bewässerung, Erneuerung der Blumenpflanzen, Buchsbäume und Obstbäume. Er durfte weder Obst noch Blumen verkaufen oder verschenken, „solange Monseigneur oder Madame in Paris waren“. Der Herzog bot ihm und seiner Familie eine Unterkunft und ein Gehalt von 300 Livres pro Jahr an.
Der Herzog von Bouillon starb am 25. März 1623 in Sedan. Die Familie behielt das Hôtel noch einige Jahre, bis sein Sohn Frédéric-Maurice de La Tour d’Auvergne (1605–1652) es am 5. Februar 1631 an Roger du Plessis (1598–1674), Herr von Liancourt, Graf von La Roche-Guyon und Beaumont-sur-Oise, und seiner Frau Jeanne de Schomberg für die Summe von 129.000 Livres verkaufte.

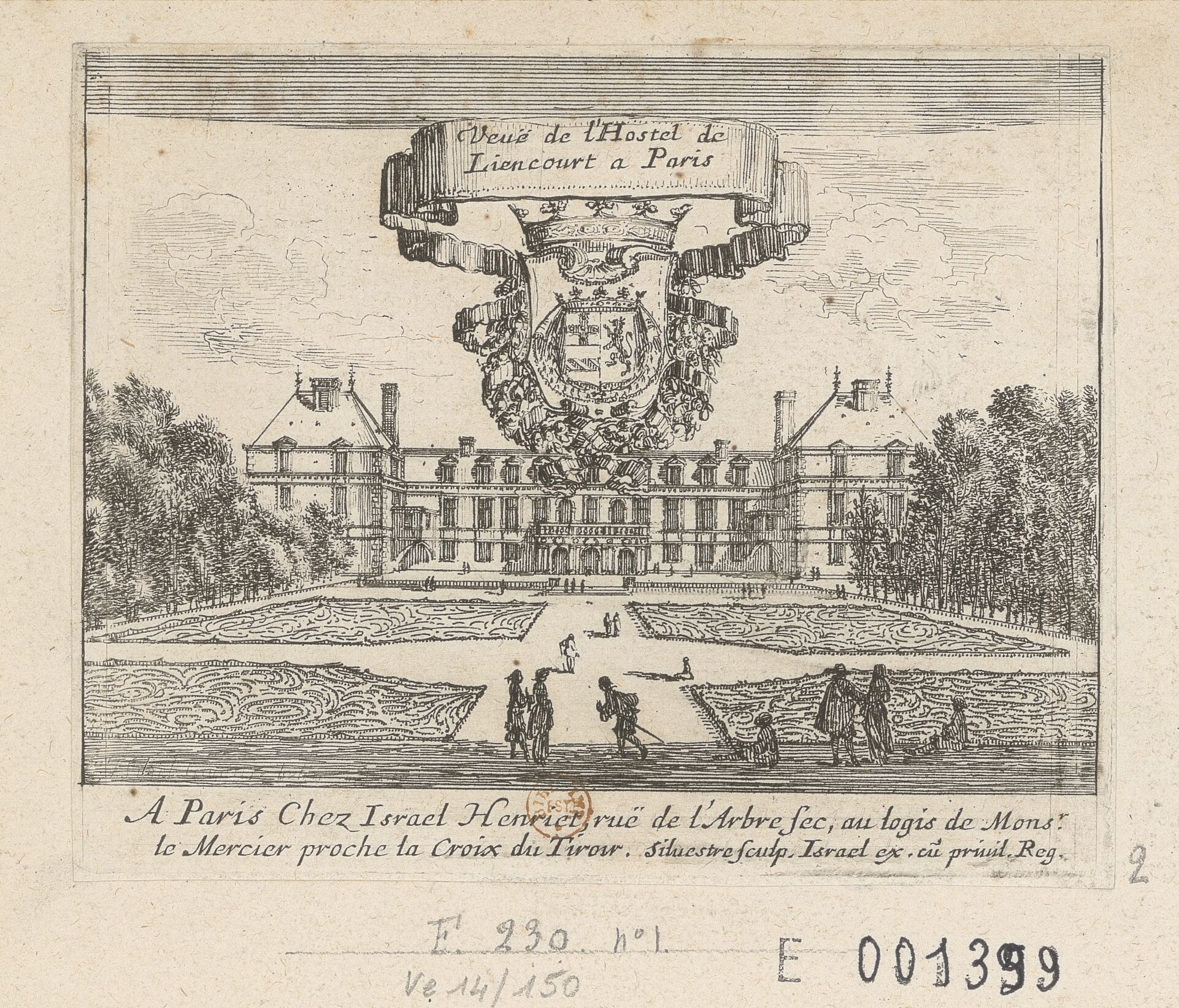
Ansicht des Hôtel de Liancourt, Gravur von Israël Silvestre, 17. Jahrhundert

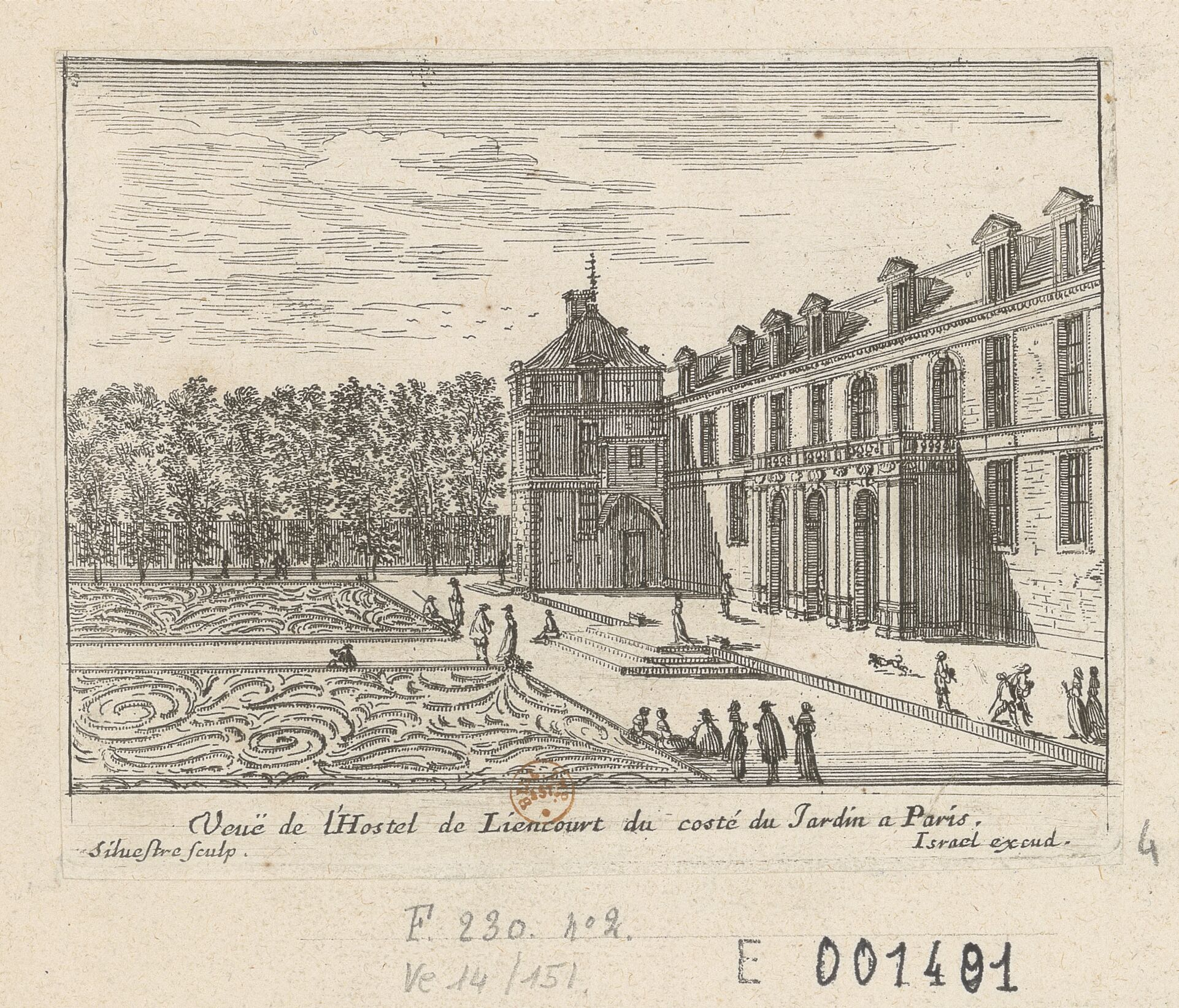
Ansicht des Hôtel de Liancourt von der Gartenseite, Gravur von Israël Silvestre, 17. Jahrhundert

Auch die neuen Besitzer beschlossen, Arbeiten an ihrem neuen Wohnsitz durchzuführen, um ihn komfortabler zu gestalten. Sie beauftragten 1635 als Bauunternehmer Frémin de Cotte (1591–1666), einen vom König vereidigten Maurer, und als Bauleiter einen M. Petit, Architekten des Königs, sowie Jacques Lemercier (1585–1654), Architekt der Gebäude des Königs, als Streitschlichter. Das Palais wurde nun Hôtel de Liancourt genannt.
Roger du Plessis ließ den Haupttrakt, der parallel zur Rue de Seine zwischen dem Innenhof und dem großen Garten verlief, sowie den linken Trakt beim Betreten des Innenhofs zerstören und neu errichten. Er fügte eine monumentale Treppe hinzu, deren Vorraum im Erdgeschoss mit schwarzem Marmor und Liais-Fliesen gepflastert und mit Säulen verziert war. Seine Frau ließ von dem Schlosser François Marchant eine ca. 11 m lange und 4,54 m hohe Voliere mit schmiedeeisernen Blatt- und Blumenverzierungen anfertigen.
Hier wuchs Henri Roger, der einzige Sohn des Paares auf, der am 6. August 1646 bei der Belagerung von Fort Mardyck getötet wurde, und hier starb am 6. Juni 1656 sein Schwager, der Marschall Charles de Schomberg. Kurz darauf beherbergte er dort François VI. de La Rochefoucauld (1613–1680), Gouverneur von Poitou, Pair de France, der Autor der Réflexions ou sentences et maximes morales (1666), dessen Sohn François VII. de La Rochefoucauld, Prince de Marcillac (1634–1714), 1659 seine 14-jährige Enkelin heiratete: Jeanne Charlotte du Plessis-Liancourt (1645–1674), die Tochter Henri Rogers, brachte das Hôtel de Liancourt bei ihrer Heirat als Mitgift in die Ehe.
Zu den damaligen Stammgästen der Paares zählten: Jean de La Fontaine (1621–1695), Pierre Corneille (1606–1684), der dort Pulchérie vorlas (geschrieben 1671/72), Molière (1622–1673), der Lesungen aus Les Femmes Savantes (geschrieben 1672) hielt, Mme Scarron (1635–1719), Mme de Lafayette (1634–1693) und Gourville (1625–1703).
Am 21. Dezember 1689 berichtet die Marquise d’Uxelles (1626–1712), die Mutter von Marschall Uxelles, in einem Brief: „Gestern habe ich etwas Schreckliches gesehen: Das Hôtel de La Rochefoucauld ist davon betroffen. In der Nacht brach dort Feuer aus, man weiß nicht wie, auf der Seite des Möbellagers, im linken Flügel. Innerhalb von zwei Stunden brannte alles bis zum Dachstuhl nieder. Viele Möbel gingen verloren; alles wurde aus den Wohnungen nach unten in den Hof und in den Garten geworfen, weil man befürchtete, dass die Fußböden einstürzen könnten, und tausend Menschen kamen, um zu helfen und zu stehlen. Die Augustiner leisteten Wunderbares ... Der Abbé de Marsillac und seine Schwestern verbrachten die Nacht mit einem Schuh am Fuß und dem anderen barfuß im Garten. Ich fürchte, dass ersterer sich unwohl fühlen wird, da der Frost steinhart ist ... Monsieur de La Rochefoucauld, der eilig benachrichtigt worden war, traf gegen elf Uhr morgens ein, als das Feuer gerade zu erlöschen begann.“
In einem Brief von Madame de Sévigné (1626–1696) an ihre Tochter Madame de Grignan vom 12. Februar 1690 ist dann zu lesen: „Das gesamte Hôtel de La Rochefoucauld ist evakuiert, nachdem es vom Feuer heimgesucht wurde, wird es nun vom Wasser heimgesucht. Das Wasser steht in unserer Straße bis zum Haus von Monsieur le Jai.“

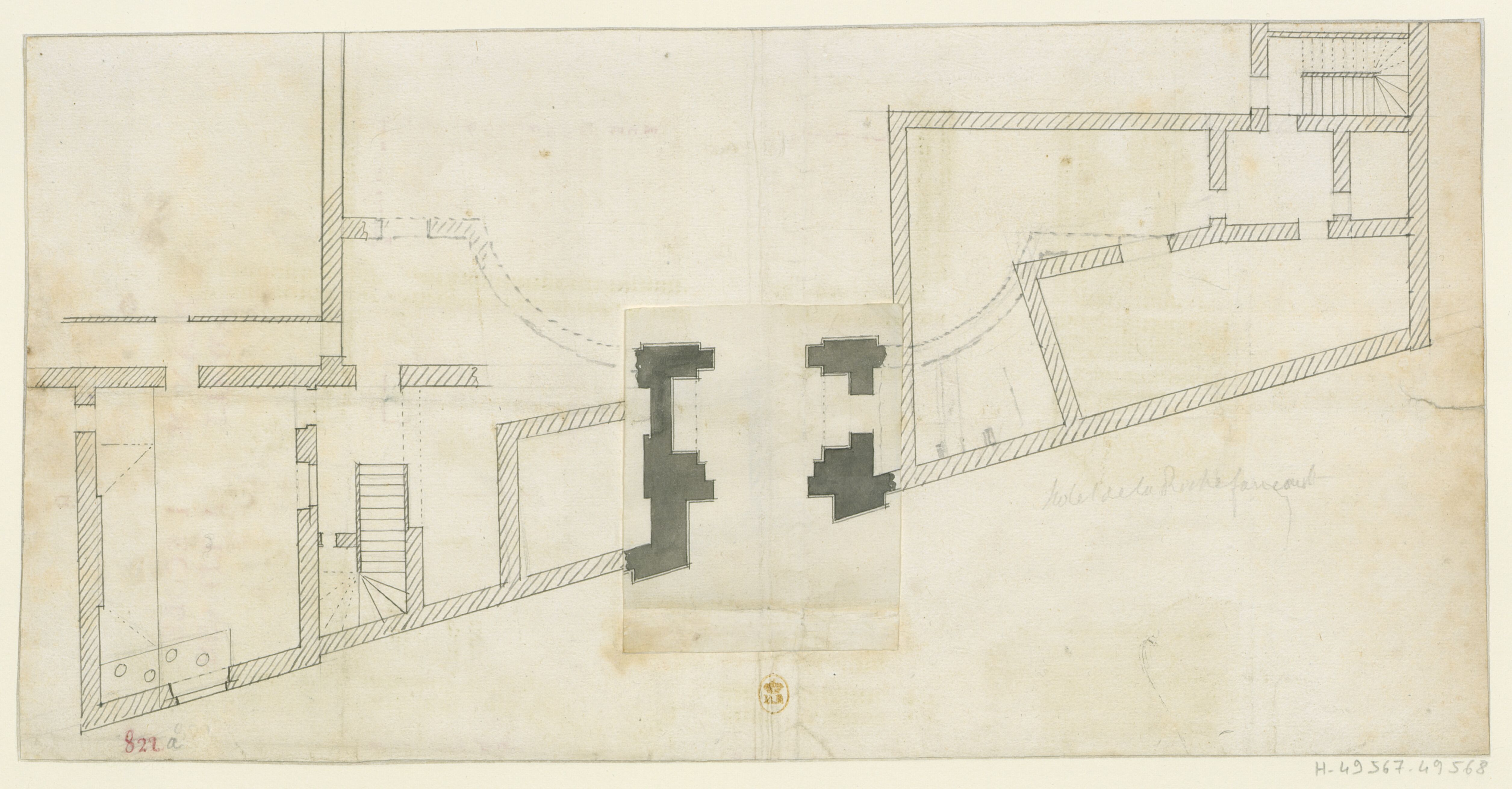
Teilplan des Hôtel de La Rochefoucauld, Haupteingang, Erdgeschoss, Zeichnung von Robert de Cotte, 1715

Nach dem Tod von François VII. (1714) ging das Hôtel an seinen Sohn François VIII. de La Rochefoucauld, Pair de France und Grand-maître de la garde-robe du Roi (1663–1728), über, und nach dessen Tod an dessen Sohn Alexandre de La Rochefoucauld (1690–1762), den Ludwig XV. 1744 ins Exil schickte, weil er mit der Duchesse de Châteauroux in Streit geraten war. Anschließend gehörte es dessen Tochter Marie Louise Nicole de La Rochefoucauld (1716–1797), die 1732 ihren Verwandten Jean-Baptiste de La Rochefoucauld de Roye, Herzog von Anville (1707–1746), heiratete. Im Hôtel de La Rochefoucauld empfing sie die Philosophen, die regelmäßig im Salon von Madame du Deffand (1697–1780) verkehrten. Das Hôtel wurde von ihrem Sohn Louis-Alexandre de La Rochefoucauld, Duc d'Anville (1743–1792) bewohnt, als die Revolution ausbrach, der als Abgeordneter der Generalstände am 4. September 1792 in Gisors ermordet wurde; er hatte 1767 von einem Bediensteten des Marquis d'Apcher einen Kadaver ausgehändigt bekommen, der die Bestie des Gévaudan darstellen sollte, mit der Bitte, diesen König Ludwig XV. und dem Hof in Versailles vorzuführen. Im Juni 1767 soll dieser Kadaver im Innenhof des Hôtels begraben worden sein.
Louis-Alexandre de La Rochefoucauld heiratete 1780 in zweiter Ehe seine Nichte Alexandrine Charlotte de Rohan-Chabot, deren Eltern Louis-Antoine de Rohan-Chabot (1733–1807) und Élisabeth Louise de La Rochefoucauld (1740–1786) mit ihren beiden Söhnen eine Wohnung im Erdgeschoss bewohnten. Einer der Söhne, Armand Charles Just, wurde am 3. September 1792 im Prison de l’Abbaye ermordet. Dort wohnte auch Alexandre de Beauharnais (* 1760), Ehemann der späteren Kaiserin Joséphine de Beauharnais, der 1794 guillotiniert wurde.
1793 verkaufte Louis-Alexandres Erbe François XII. de La Rochefoucauld (1747–1827) das Hôtel, das nun seiner ursprünglichen Funktion entzogen, aufgeteilt und vermietet wurde, jedoch seinen Garten behielt, der der mündlichen Überlieferung zufolge von Hubert Robert (1733–1808) neu gestaltet worden war und 1811 als einer der schönsten und malerischsten Gärten von Paris galt.
Das Hôtel wurde nun als Warenlager genutzt; in der Wohnung, in der der Herzog von Rohan-Chabot ein berühmtes Gemälde- und Mineralogieskabinett hatte, wurde ein öffentliches Bad eingerichtet; einige wenige intakte Räume wurden vermietet, insbesondere an den Historiker Louis-Sébastien Mercier (1801–1814), an Jacques-Louis David (1807), an den Maler Louis-François Cassas (1808), an den Schauspieler François-Joseph Talma (1806–1807) und an Madame Ancelot (1792–1875), die in den ersten Jahren ihrer 1818 geschlossenen Ehe dort ihr Malatelier und ihren literarischen Salon hatte. Auch der Maler und Zeichner Jacques Augustin de Silvestre (1719–1809), Zeichenlehrer der Enfants de France, hatte dort eine Wohnung, in der er am 10. Juli 1809 starb.
Schließlich wurde das Hôtel 1825 abgerissen: An seiner Stelle befindet sich heute die Rue des Beaux-Arts mit der angrenzenden Bebauung.